# Motz
Pour les articles homonymes, voir Motz (homonymie).
Motz [mo] est une commune française située dans le département de la Savoie, en région Auvergne-Rhône-Alpes.

## Géographie

### Situation et description
Motz est une commune située au nord du département de la Savoie, dans la région naturelle de la Chautagne, au confluent du Rhône et du Fier.
Altitude : 235 m au niveau du Rhône, 530 m au chef-lieu et 1 057 m au Signal.
Limitée au nord par le Fier, à l’ouest par le Rhône, à l’est par la montagne du Gros Foug, au sud par la commune de Serrières-en-Chautagne, elle  s’étend sur 960 ha. Nichée au pied de la montagne, elle bénéficie d’un micro-climat qui, depuis des siècles, favorise la culture de la vigne.

### Climat
Pour des articles plus généraux, voir Climat d'Auvergne-Rhône-Alpes et Climat de la Savoie.
En 2010, le climat de la commune est de type climat de montagne, selon une étude du Centre national de la recherche scientifique s'appuyant sur une série de données couvrant la période 1971-2000. En 2020, Météo-France publie une typologie des climats de la France métropolitaine dans laquelle la commune est exposée à un climat de montagne ou de marges de montagne et est dans la région climatique Alpes du nord, caractérisée par une pluviométrie annuelle de 1 200 à 1 500 mm, irrégulièrement répartie en été.
Pour la période 1971-2000, la température annuelle moyenne est de 9,1 °C, avec une amplitude thermique annuelle de 17,4 °C. Le cumul annuel moyen de précipitations est de 1 444 mm, avec 10,7 jours de précipitations en janvier et 8,7 jours en juillet. Pour la période 1991-2020, la température moyenne annuelle observée sur la station météorologique de Météo-France la plus proche, « Usinens Sa », sur la commune d'Usinens à 10 km à vol d'oiseau, est de 11,8 °C et le cumul annuel moyen de précipitations est de 985,3 mm,. Pour l'avenir, les paramètres climatiques de la commune estimés pour 2050 selon différents scénarios d'émission de gaz à effet de serre sont consultables sur un site dédié publié par Météo-France en novembre 2022.

### Hydrographie
La commune est bordée par au nord par le Fier, à l’ouest par le Rhône.

### Voies de communication et transport
Le territoire communal est traversé par la route départementale 991 (RD991), selon un axe nord-sud.

## Urbanisme

### Typologie
Au 1er janvier 2024, Motz est catégorisée commune rurale à habitat dispersé, selon la nouvelle grille communale de densité à sept niveaux définie par l'Insee en 2022.
Elle est située hors unité urbaine et hors attraction des villes,.

### Occupation des sols
L'occupation des sols de la commune, telle qu'elle ressort de la base de données européenne d’occupation biophysique des sols Corine Land Cover (CLC), est marquée par l'importance des forêts et milieux semi-naturels (54,1 % en 2018), en diminution par rapport à 1990 (55,6 %). La répartition détaillée en 2018 est la suivante : 
forêts (54,1 %), terres arables (12,7 %), cultures permanentes (10,6 %), eaux continentales (10,3 %), zones agricoles hétérogènes (4,1 %), zones urbanisées (2,6 %), espaces verts artificialisés, non agricoles (2,4 %), prairies (1,8 %), zones industrielles ou commerciales et réseaux de communication (1,3 %).
L'IGN met par ailleurs à disposition un outil en ligne permettant de comparer l’évolution dans le temps de l’occupation des sols de la commune (ou de territoires à des échelles différentes). Plusieurs époques sont accessibles sous forme de cartes ou photos aériennes : la carte de Cassini (XVIIIe siècle), la carte d'état-major (1820-1866) et la période actuelle (1950 à aujourd'hui).

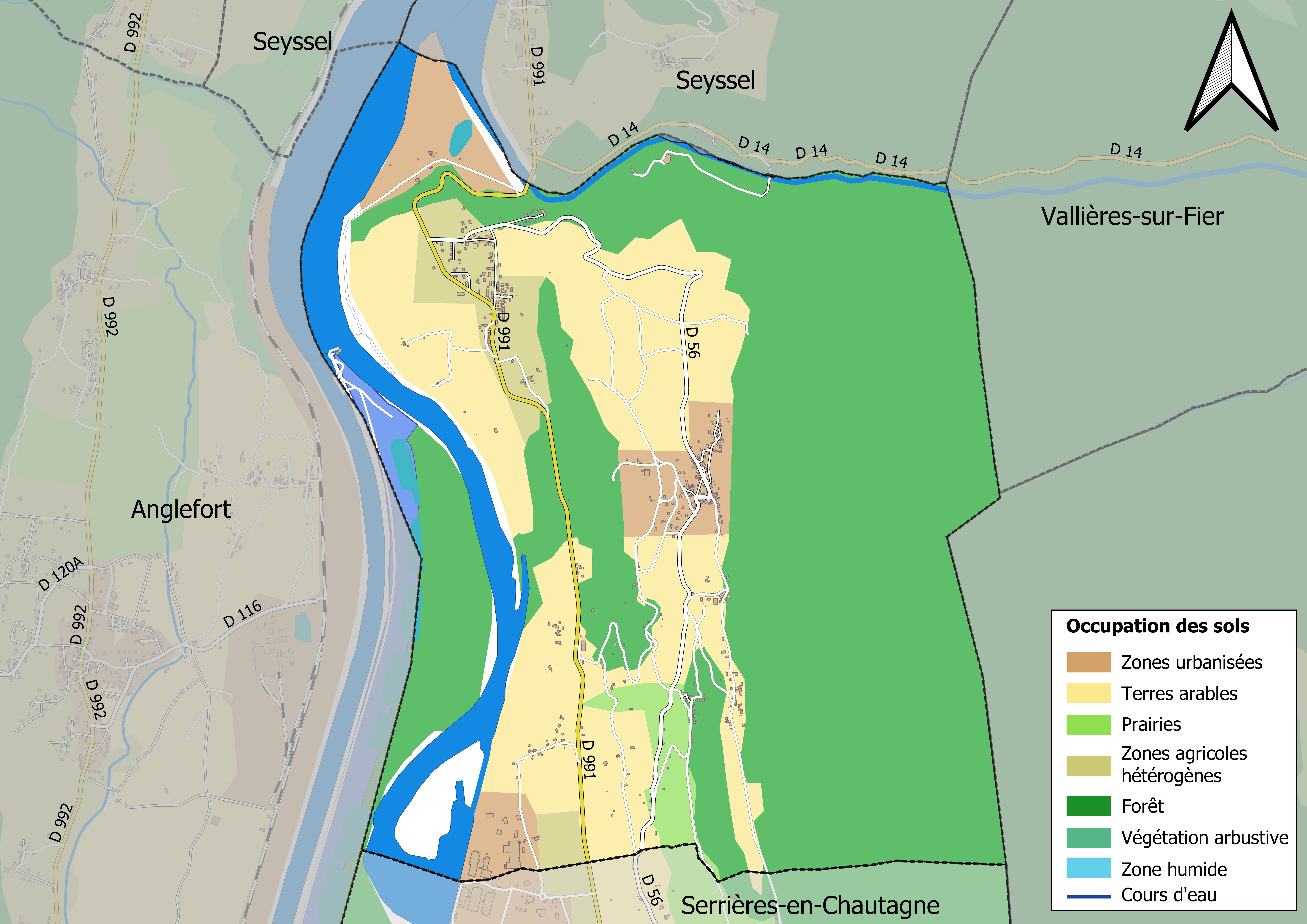
Carte des infrastructures et de l'occupation des sols en 2018 (CLC) de la commune.
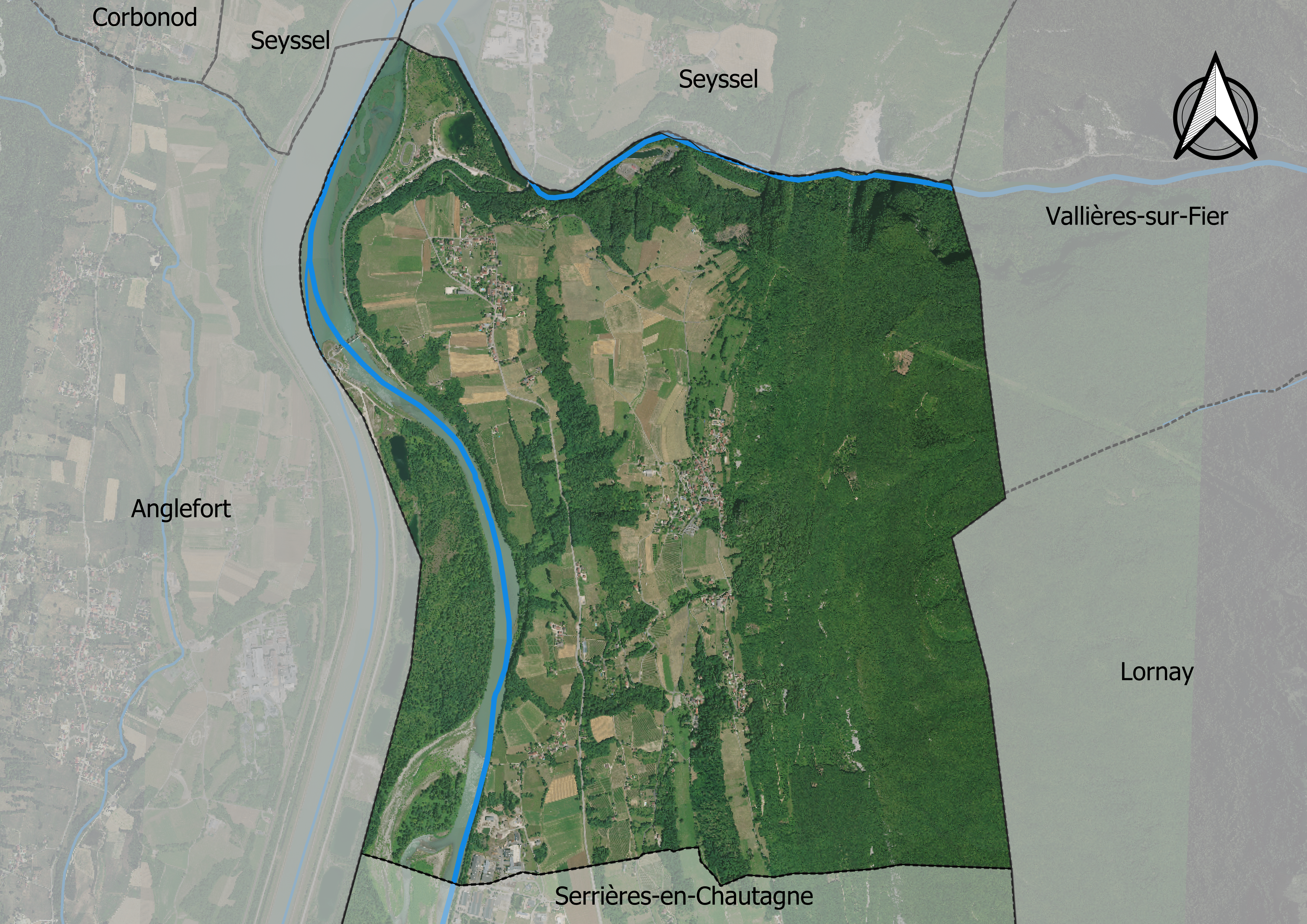
Carte orthophotogrammétrique de la commune.

## Toponymie
Les formes anciennes de la paroisse/commune de Motz, selon l'Armorial et nobiliaire de Savoie de Foras, sont Mos ; Mous ; Moux,. Le toponyme proviendrait du latin de Moto. Selon l'abbé Gros il serait un homonyme de Moux (Aude).
On trouve notamment dans les documents les formes Mous ou Moz (XIVe siècle), Motz ou Moz (1481), Moutz ou Mots (XVIIe siècle).
En francoprovençal, le nom de la commune s'écrit Vé-mu (graphie de Conflans) ou Môtz (ORB).

## Histoire
Pour un article plus général, voir Histoire de la Savoie.

## Politique et administration
| Période                                  | Période   | Identité             | Étiquette | Qualité |
| ---------------------------------------- | --------- | -------------------- | --------- | ------- |
| mars 2001                                | mars 2008 | Jean-Marius Thevenet | ...       | ...     |
| mars 2008                                | En cours  | Jean Thevenet        | ...       | ...     |
| Les données manquantes sont à compléter. |           |                      |           |         |

## Population et société

### Démographie
La commune de Motz compte parmi les rares de France à ne pas donner de nom à ses habitants : on parle ainsi d'« habitants de Motz » pour désigner les résidents de ce village. On trouve parfois la forme Motziens par exemple sur le site de la communauté d'agglomération.

L'évolution du nombre d'habitants est connue à travers les recensements de la population effectués dans la commune depuis 1793. Pour les communes de moins de 10 000 habitants, une enquête de recensement portant sur toute la population est réalisée tous les cinq ans, les populations de référence des années intermédiaires étant quant à elles estimées par interpolation ou extrapolation. Pour la commune, le premier recensement exhaustif entrant dans le cadre du nouveau dispositif a été réalisé en 2007.

En 2022, la commune comptait 467 habitants, en évolution de +7,36 % par rapport à 2016 (Savoie : +3,63 %, France hors Mayotte : +2,11 %).
| 1793 | 1800 | 1806 | 1822 | 1838 | 1848 | 1858 | 1861 | 1866 |
| ---- | ---- | ---- | ---- | ---- | ---- | ---- | ---- | ---- |
| 585  | 709  | 721  | 738  | 749  | 750  | 735  | 734  | 725  |

| 1872 | 1876 | 1881 | 1886 | 1891 | 1896 | 1901 | 1906 | 1911 |
| ---- | ---- | ---- | ---- | ---- | ---- | ---- | ---- | ---- |
| 692  | 686  | 642  | 658  | 613  | 595  | 580  | 534  | 511  |

| 1921 | 1926 | 1931 | 1936 | 1946 | 1954 | 1962 | 1968 | 1975 |
| ---- | ---- | ---- | ---- | ---- | ---- | ---- | ---- | ---- |
| 460  | 431  | 389  | 383  | 397  | 334  | 312  | 277  | 294  |

| 1982 | 1990 | 1999 | 2006 | 2007 | 2012 | 2017 | 2022 | - |
| ---- | ---- | ---- | ---- | ---- | ---- | ---- | ---- | - |
| 291  | 288  | 330  | 377  | 384  | 415  | 437  | 467  | - |

### Enseignement
La commune est rattachée à l'académie de Grenoble.

### Médias
La commune de Motz est située dans les environs d'Aix-Les-Bains où la presse est représentée majoritairement par les grands quotidiens régionaux et notamment Le Dauphiné libéré. Plus localement, on trouve aussi d'autres journaux avec La Vie nouvelle ou bien L'Essor savoyard et ses déclinaisons.

## Économie
La commune fait partie de l'aire d'appellation des vins de Savoie Chautagne.

## Culture locale et patrimoine

### Lieux et monuments
- Château de Châteaufort

Le château de Châteaufort est un ancien château fort, antérieur au XIIIe siècle, reconstruit et remanié après 1630, et restauré au XIXe siècle, au Moyen Âge siège de la seigneurie de Châteaufort, qui se dresse à l'embouchure du Fier, à 1,6 km, au nord - nord-ouest du bourg, près du hameau de Châteaufort. Depuis le Moyen Âge, il domine le confluent Fier-Rhône et contrôle les voies terrestres et fluviales.
- Maison forte de Motz

La maison forte de Motz est une ancienne maison forte, du XIVe siècle, au Moyen Âge, siège de la seigneurie de Motz, qui se dresse en face de l'église, au hameau de Châteaufort.
- Église Notre-Dame-de-l’Assomption

Construite, en 1597, par la famille de Grolée, elle porte sur ses trois murs extérieurs la trace d’une litre funèbre, blasons peints de ses bienfaiteurs. Le décor intérieur baroque comprend retable et autels qui en sont les éléments remarquables. Le presbytère à deux tours a été édifié au XVIIe siècle.
- Barrages

Il y a deux barrages à Motz :
1. Le premier est construit sur le Fier, en Haute-Savoie à environ 20 km à l'aval d'Annecy et à 5 km du barrage-usine de Vallières. Il est concédé par l'Etat à EDF. C'est le dernier équipement sur le Fier avant sa confluence avec le Rhône. Ce barrage poids, de 53 m de hauteur, a été construit entre 1911 et 1919 avec une période d'arrêt entre 1914 et 1917 et il est composé d’un ouvrage en maçonnerie de 35 m de hauteur et d'une longueur du couronnement de 38 m. Entre 1983 et 1988 ont été construites la galerie et l'usine de Motz qui permettent une production de 35 MW pour un débit de 110 m3/s.
2. Le second est situé sur le Rhône. Il est concédé par l'Etat à la Compagnie nationale du Rhône (CNR) qui l'a mis en service en 1980. Avec une hauteur de chute de 17 m, il alimente la centrale d'Anglefort (production annuelle moyenne : 449 GWh). L'aménagement a une longueur de 14,2 km, dont 5,6 km pour la retenue, 5,3 km pour le canal d'amenée et 3,3 km pour le canal de fuite. Le niveau normal de la retenue est situé à 252 m au-dessus du niveau de la mer. Le barrage est équipé de deux groupes de 0,8 MW chacun.

Il a fortement modifié le cours du Rhône en créant un canal d’amenée rectiligne supprimant les nombreuses îles et lônes qui tressaient le fleuve.

### Activités

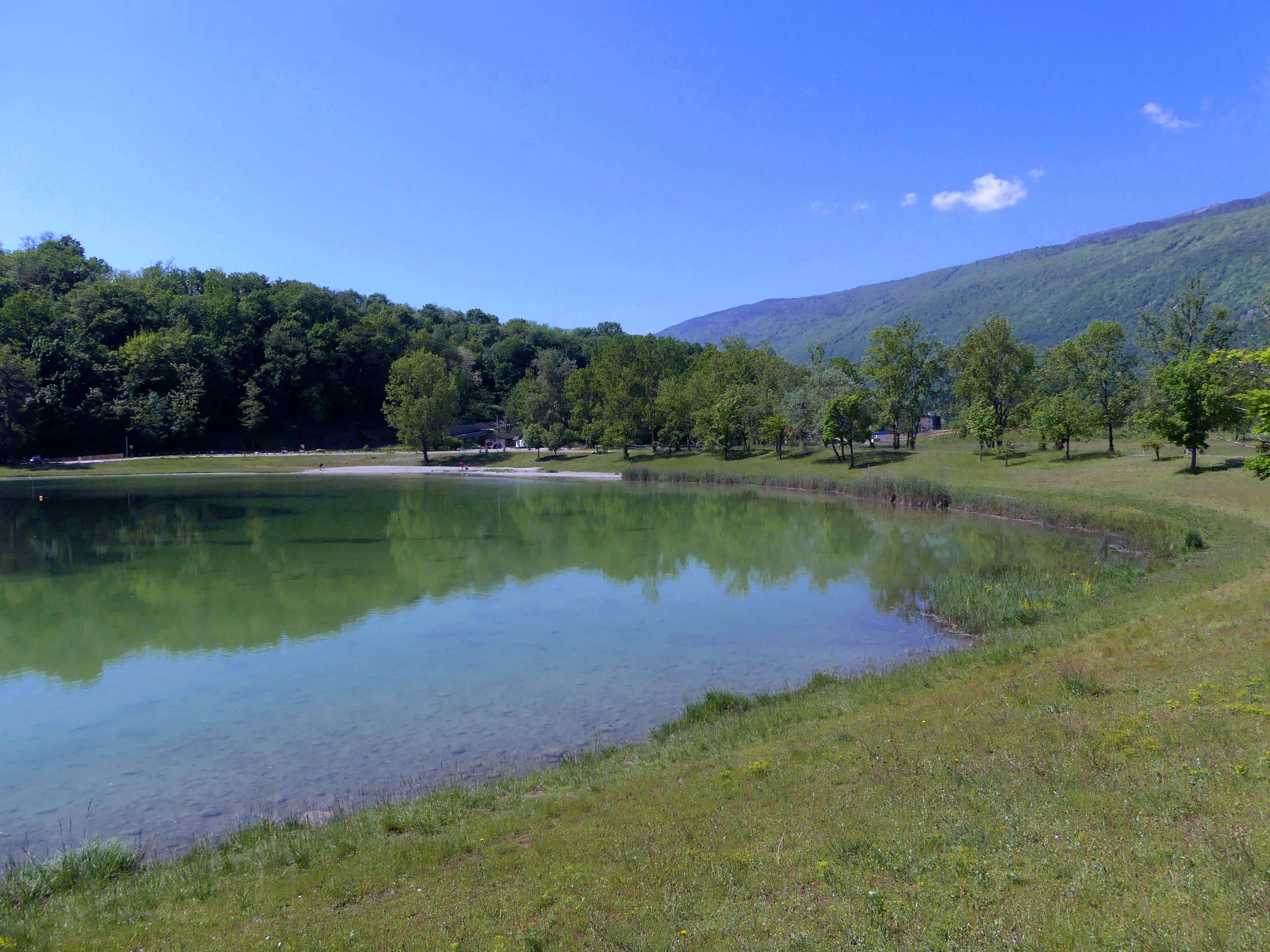
Espace Sports et Nature du Fier.

- L’Espace Sports et Nature du Fier au confluent du Fier et du Rhône.
- Sentier ornithologique.
- Les chemins pédestres au départ du chef-lieu : 
  - le Chemin des Mulets mène à l’aplomb du Fier vers le village de Val-de-Fier ;
  - le Sentier de Barvy domine la vallée du Rhône ;
  - le Sentier des vignes montre l’empreinte de la vigne sur le paysage, le métier du vigneron, l’architecture des « sartos » ou celliers ;
  - le chemin de Saint-Jacques-de-Compostelle traverse l’Espace Sport et Nature du Fier.
- Le pont sur le Fier

On traversait autrefois le Fier à gué. En 1886, un pont en pierre a remplacé le pont de bois. Une douane subsista jusqu’au début du XXe siècle et fut ensuite transformée en dancing.
- La ViaRhôna ou véloroute longe le Rhône vers le nord et le sud.